# 국가관리항
국가관리항은 대한민국 해양수산부가 지리적으로 국가 안보에 중요한 항구들을 지정해 특별관리 하는 항구를 말한다. 2010년 12월 해양수산부가 발표한 국가관리항은 총 10개 항이다. 이번에 지정된 항구들은 모두 북한, 중국, 일본의 영해와 가까워 국가안보에 중요한 항구들이다.

## 발단
천안함 사건과 연평도 포격으로 인해 서해 5도 섬들이 주요국가 안보지점인 점에도 불구하고 항구가 작아 대형 구조선, 군함, 해경함등이 접안하지 못하는 것을 발견하고 대안책으로 나온 조치이다.

## 국가관리항으로 지정된 항구들
용기포항, 대청항, 연평항, 사동항, 독도항, 대흑상도항, 가거도, 추자항, 화순항, 강정항

## 국가관리항으로 지정의 결과
1천 톤 이하 선박만 접안 가능하던 항만시설이 5천톤급 대형 선박, 함정이 드나들 수 있도록 증축된다.